# Luis Silva Segura
Luis Silva Segura (Baraya, 16 de noviembre de 1946-desaparición forzada en Puerto Boyacá, 10 de abril de 1984) fue un médico y político colombiano. 
Cofundador y concejal electo del Partido Político Nuevo Liberalismo en  Puerto Boyacá (Boyacá) en 1984. 

## Biografía
Luis Silva Segura nació el 10 de noviembre de 1946 en Baraya (Huila). Hijo de Luis María Silva Manrique, hacendado y ganadero de la región, y Pilar Segura Cubillos. Tras el fallecimiento de su madre a muy corta edad, el padre  envía a Luis y a sus tres hermanos a un internado en Albán (Cundinamarca); donde cursarían el bachillerato. Más adelante se trasladarían a Bogotá en donde decidiría estudiar medicina. 
Se graduó de Doctor en Medicina General y Cirugía en la Universidad Nacional de Colombia en el año 1974. En 1976 residía en Puerto Boyacá donde se desempeñaba profesionalmente como médico y atendía un consultorio propio. También era empleado del Instituto Nacional de Medicina Legal como médico legista asignado a ese municipio y además, practicaba cirugías de baja complejidad y procedimientos de ginecobstetricia en el Hospital José Cayetano Vásquez de Puerto Boyacá. 

### Vida política
Su vida política empezó en el año 1982, cuando fue contactado por su amigo de infancia, para ese entonces, Senador de la República Rodrigo Lara Bonilla, quien lo convenció para que organizara, en Puerto Boyacá (Boyacá), el Partido Político Nuevo Liberalismo, movimiento fundado por Luis Carlos Galán Sarmiento. Su lucha política se caracterizó por la reivindicación de los derechos sociales de los habitantes de Puerto Boyacá y su constante esfuerzo por desenmascarar los actos inhumanos cometidos por grupos armados, dentro de los cuales estaban las Autodefensas del Magdalena Medio, en calidad de grupo paramilitar y miembros del Ejército Nacional.
Fruto de ese trabajo político, en los comicios adelantados en Puerto Boyacá en el año 1984, con el apoyo de los también Líderes del Nuevo Liberalismo, el concejal Benjamín Quiñones y el exalcalde del municipio Martín Torres, fue elegido como Concejal por el Partido del Nuevo Liberalismo. Junto a otros líderes del Partido Nuevo Liberalismo, Silva rechazó públicamente los asesinatos, secuestros, torturas y desapariciones cometidas por el grupo paramilitar que se había instaurado en la zona del Magdalena Medio, hecho por el cual fueron identificados como objetivos militares para este grupo armado.

### Persecución
La persecución en contra de Silva afectó su vida laboral, ya que le fue suspendida su licencia de Médico Legista sin motivo alguno, por el entonces Director Nacional de Medicina Legal. Fue entonces reemplazado por el médico Bernardino Mejía, persona dedicada a una mala práctica política y ficha del grupo paramilitar de la zona, que al parecer favorecía a este grupo en las investigaciones que requerían dictámenes forenses. Como respuesta a la carta por medio de la cual lo despidieron del cargo, Silva emitió un comunicado el 1 de junio de 1983 en donde manifestó su inconformidad por la decisión tomada, resaltando que su salida era injusta y sólo fue motivada porque su filiación política era diferente a la del Secretario de Gobierno de turno, lo cual nada tenía que ver con las labores desempeñadas desde dicho cargo.

### El inicio del exterminio del Nuevo Liberalismo

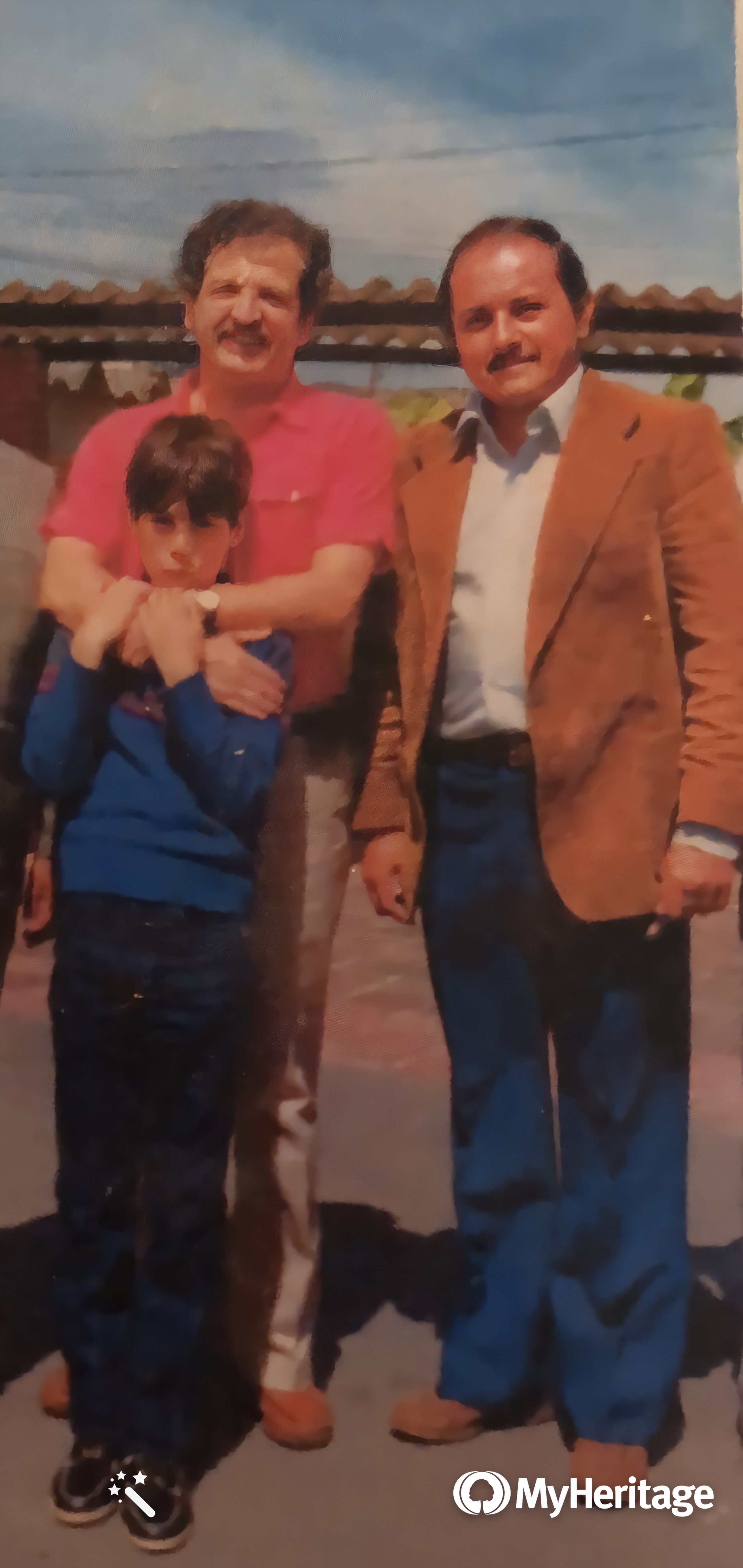
Luis Carlos Galán, Juan Manuel Galán y Luis Silva Segura. Bogotá 1984

El 24 de enero de 1984, Benjamín Quiñones Ortega, militante del Nuevo Liberalismo, fue asesinado en el casco urbano de Puerto Boyacá, por orden de los jefes paramilitares de la región. Tan solo unos días después de este primer crimen, el 1 de marzo de 1984 en Puerto Boyacá, fue asesinado mientras almorzaba en un restaurante el exalcalde Martín Torres Sierra, quien en vida actuaba como jefe del Nuevo Liberalismo y coordinaba las campañas electorales. Durante el sepelio en el cementerio, Silva pronunció un discurso señalando públicamente al grupo paramilitar como responsable por los hechos, exaltar la personalidad del líder desaparecido, rechazar los actos de terror y violencia, clamar justicia y poner en conocimiento de los asistentes, la impunidad frente al homicidio de Benjamín Quiñones, también dirigente del Nuevo Liberalismo en Puerto Boyacá.
En vista de lo sucedido a sus compañeros de partido y temiendo por su vida y la de su familia, Silva se comunicó con Rodrigo Lara Bonilla, en ese momento Ministro de Justicia, para concretar una cita en Bogotá, y ponerlo al tanto de lo que estaba ocurriendo en Puerto Boyacá. Según mensaje transmitido mediante telegrama  de fecha 30 de marzo de 1984, dicha cita fue programada para el lunes 9 de abril de 1984 a las 5:00pm y tenía como objetivo tratar temas relacionados con los asesinatos de los miembros del Partido Nuevo Liberalismo, compromiso que el Silva no pudo cumplir debido a que se encontraba adelantando trámites para denunciar el intento de atropello que sufrió desde un taxi negro el domingo inmediatamente anterior, junto con la tentativa de hurto de su casa.

## Desaparición forzosa

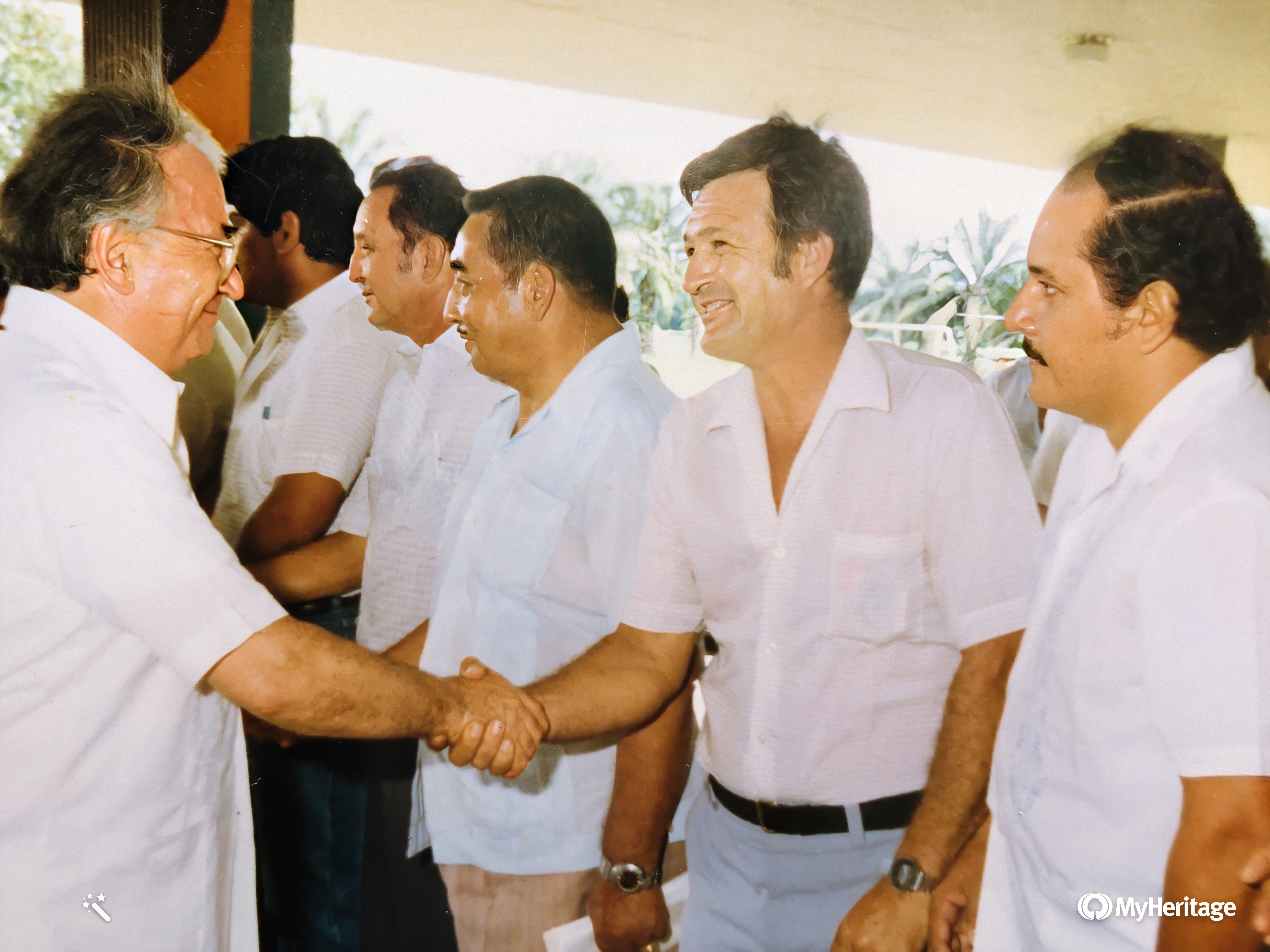
Decimocuarta Brigada del Ejército, Puerto Berrio, junio de 1983. Puesta en marcha de los planes de recuperación de las zonas afectadas por la violencia con motivo del Proceso Paz. Belisario Betancur Cuartas, Presidente de Colombia; 1982-1986; Jaime Zuluaga, personero de Puerto Boyacá; Martín Torres, exalcalde de Puerto Boyacá y dirigente del Nuevo Liberalismo; Daniel Vaca, registrador y Luis Silva Segura, dirigente del Nuevo Liberalismo y médico legista de Puerto Boyacá.

El día domingo 8 de abril de 1984 sobre las 4:00pm, Silva, se encontraba practicando ciclismo en compañía de su amigo Raúl Cortés Aguirre por la carretera que desde Puerto Boyacá conduce a la Dorada. De pronto, un vehículo taxi, de color negro, con placas WDO741 realizó un intento de atropello contra los dos individuos. Esta situación irregular se reportó por escrito el día 9 de abril de 1984 al Director de la Oficina de Tránsito y Transportes de Puerto Boyacá, con el fin de que este tuviera conocimiento del suceso y tomara las medidas punitivas pertinentes.
Al día siguiente del intento de agresión, el martes 10 de abril de 1984, Silva quién por los anteriores percances pospone su viaje a Bogotá para cumplir el encuentro con Rodrigo Lara Bonilla salió a montar bicicleta nuevamente con su amigo Raúl Cortes. En su recorrido habitual, salían del pueblo y se dirigían hacia la Vereda Calderón, sede del Batallón Bárbula y de las instalaciones de la Texas Petroleum Company, para posteriormente regresar al pueblo en seguida de tomar un refresco. Ese día, después de almorzar y descansar, su compañero de deporte pasó a recogerlo y se dirigieron hacia la Vereda Calderón, antes pasando por una tienda a la orilla del camino, donde fueron vistos por última vez antes de su desaparición. Ese día, Silva y su amigo Raúl Cortes Aguirre, fueron desaparecidos por el grupo paramilitar con la complicidad de miembros del Batallón Bárbula del Ejército Nacional.
El 15 de abril de 1984 desde  Villa de Leyva, Luis Carlos Galán Sarmiento redactó una carta cuyo destinatario era Rodrigo Lara Bonilla, Ministro de Justicia para esa fecha, en donde le informa sobre la desaparición de Silva, médico residente en Puerto Boyacá y vinculado al Nuevo Liberalismo como Concejal. Así mismo expuso que este crimen era el tercer episodio trágico de un miembro del Nuevo Liberalismo en esa región y que todo indicaba que existe una grave situación política en Puerto Boyacá, razón por la cual era urgente la intervención del Gobierno para investigar los crímenes y dar garantías a los demás dirigentes del partido.
El 16 de abril de 1984, Galán Sarmiento emitió un oficio dirigido al gobierno de Belisario Betancur Cuartas solicitando la eficaz y oportuna intervención para esclarecer la criminal conspiración contra la vida de los miembros del Partido Nuevo Liberalismo de la región, en donde menciona la desaparición de los dirigentes Martín Torres Sierra y Benjamín Quiñones Ortega; e insta la acción gubernamental para investigar la suerte del Concejal Luis Silva Segura.
El 30 de abril de 1984 fue asesinado en Bogotá, Rodrigo Lara Bonilla, quien pertenecía al Partido Nuevo liberalismo y se desempeñaba como Ministro de Justicia durante el gobierno de Belisario Betancur. Años más tarde Luis Carlos Galán Sarmiento fue asesinado el 18 de agosto de 1989 poco antes de comenzar su discurso como precandidato a la presidencia de Colombia en un evento público electoral en Soacha (Cundinamarca).
Los asesinatos de Quiñones, Torres y Silva son atribuidos al grupo paramilitar de Puerto Boyacá, durante la misma época en que se desarrollaba la polémica entre el ministro de justicia y líder del Nuevo Liberalismo Rodrigo Lara Bonilla y el narcotraficante Pablo Escobar. Disputa que se agudizó con el desmantelamiento del complejo cocalero de Tranquilandia, propiedad del cartel de Medellín, y con el homicidio de Lara Bonilla el 30 de abril de 1984. Dentro de los narcotraficantes dueños del complejo de Tranquilandia, se encontraba Gonzalo Rodríguez Gacha, quién pasó a ser el principal financiador de la organización paramilitar de Puerto Boyacá comandada por Henry de Jesús Pérez.
Como respuesta a un Derecho de Petición presentado por la familia de Silva, mediante el cual solicitó información sobre el caso de la desaparición, se recibió el 1 de junio de 2007 el oficio n.º 590-49 ASEJU-DIJIN de parte de la Policía Nacional de Colombia, en el cual refieren que no cuentan con registros sobre el proceso, a pesar de haber oficiado a todas las seccionales a nivel nacional en búsqueda de información.
Posteriormente, el 19 de agosto de 2009, el Fiscal 25 General encargado, Emigdio Vargas, declaró el asesinato del precandidato presidencial Luis Carlos Galán Sarmiento como crimen de lesa humanidad. Para sustentar el genocidio, se refirió a otros crímenes de los que fueron víctimas miembros del Partido Nuevo Liberalismo, como el asesinato del exministro Rodrigo Lara Bonilla, Benjamín Quiñónez, Martín Torres y Luis Silva Segura, dirigentes del Nuevo Liberalismo en Puerto Boyacá, así como también en otras regiones del país, el asesinato de José Dionisio Jaramillo, Juan Guillermo López, José Oscar Marín y los periodistas Guillermo Cano Isaza y Jorge Pulido Sierra, quienes apoyaron públicamente a Luis Carlos Galán y su partido.  Además, como víctimas de atentados se refirió a Alberto Villamizar, Enrique Parejo, Iván Marulanda Gómez, Cesar Gaviria y el secuestro de Maruja Pachón.
La tesis jurídica sostenida por el fiscal general (e.), Guillermo Mendoza Diago y sus asesores, es que el magnicidio hizo parte del exterminio sistemático de miembros del Nuevo Liberalismo. El entonces senador, Juan Manuel Galán, hijo del excandidato presidencial asesinado el 18 de agosto de 1989, asegura que todos esos homicidios fueron parte “de una estrategia criminal planeada por agentes del Estado, narcotraficantes, miembros de la clase política colombiana y por las autodefensas del Magdalena Medio”. (Ola Política, 2018, 21 de abril).
El 28 de abril de 2010, la Agencia Presidencial para la Acción Social y la Cooperación Internacional, mediante oficio firmado por Marlene Mesa Sepúlveda de la Subdirección de Atención a Víctimas de la Violencia, dio respuesta de fondo a la petición presentada por la familia de Silva y le reconoció la calidad de víctima de violación de los Derechos Humanos, dentro del caso con radicado No. 59966.